# Гресиелис
Гресиелис (валл. Grecielus, лат. Grecielis; жил в VI веке) - был епископом Эргинга и быть может Гвента.
В Книге Ландава, упоминается в нескольких хартиях, где ему передают церкви и земли, во времена короля Гвента Мейрига и отца его жены - Гургана, со своими младшими сыновьями Кинвином и Ниром.